# Blaberus discoidalis
Blaberus craniifer (лат.) — один из видов южноамериканских тараканов сем. Blaberidae рода Блаберус (Blaberus). Длина взрослой особи составляет около 35-45 мм, она желтовато-коричневая с пятном от темно-коричневого до черного на переднеспинке. Молодые особи коричневого цвета с рыжими крапинками и достигают зрелости в возрасте 4-5 месяцев. У взрослых особей есть крылья, но они не летают активно , и они не могут взбираться по гладким вертикальным поверхностям, что упрощает уход за ними в неволе.

## Распространение
Blaberus discoidalis встречается на Ямайке, Кубе, Эспаньоле, Пуэрто-Рико, Пуэрто-Рико (остров Вьекес), Панаме, Колумбии, Венесуэле, Тринидаде и Тобаго и Флориде.

## Использование человеком

### Как корм для животных
Их очень легко разводить в неволе, поэтому они являются хорошим кормом для насекомоядных домашних животных, таких как пауки-птицееды, бородатые агамы и другие ящерицы.
Эти животные легко размножаются в неволе. Они достигают репродуктивного возраста примерно в 6 месяцев, если их содержать в тепле, при этом для более продуктивного размножения рекомендуется температура 85-90 ° F.

### Соревнования по поеданию насекомых
Blaberus discoidalis также используются в соревнованиях по поеданию насекомых, поскольку их часто выращивают в неволе, и их легче собрать в больших количествах во время соревнований. В 2012 году Эдвард Арчиболд умер в результате «удушья из-за удушья и аспирации желудочного содержимого», согласно его отчету о вскрытии, во время конкурса по поеданию тараканов на юге Флориды.
Топливный элемент
Blaberus discoidalis использовался в эксперименте по созданию миниатюрного топливного элемента, вырабатывающего электричество из природного сахара в насекомом и кислорода в воздухе.